# Лазар Божинов
Лазар Димитров Божинов е български общественик, деец на македонската емиграция в България.

## Биография
Лазар Божинов е председател на Солунското македонско братство в София. През 1941 година е предложен да влезе Управителния съвет на Съюза на македонските емигрантски организации, но в крайна сметка това не става.
През септември 1944 година подписва Апела към македонците в България.